# Ibuprofenato de sodio
El ibuprofenato de sodio  es un antiinflamatorio no esteroideo (AINE), que se puede obtener como producto de una reacción entre el ácido 2-(4-isobutilfenil)-propanoico y el bicarbonato de sodio, o entre el ácido Bencenoacético  e hidróxido de sodio en relación molar 1:1. 
Con un peso molecular de 228,26u posee un carbono quiral, carbono que está enlazado con cuatro sustituyentes o elementos diferentes, por lo que podemos hablar de estereoisometría (D, L y su mezcla racémica)

## Propiedades
Esta molécula posee un solo grupo carboxilo que es polar y tiende por ello a hidratarse con facilidad, y una larga cola hidrocarbonada que es no polar e intrínsecamente insoluble en agua: es una molécula anfifílica. Este también es el caso de los jabones, ya que las moléculas de jabón se adhieren por un lado a las moléculas de agua y por otro a las partículas de grasa.
Como norma general, este tipo de drogas posee una acción surfactante, y como consecuencia podrían tener una acción expectorante, diurética, depurativa y tónico-venosa. 
Las moléculas anfifílicas forman micelas y cambian la tensión superficial de los líquidos. Su acción terapéutica es antiinflamatoria y viricida y esta podría estar destinada al tratamiento de afecciones pulmonares.

## Descripción de su acción
Las principales acciones terapéuticas son la antiinflamatoria y surfactante. El virus SARS-CoV-2 genera un proceso inflamatorio que reduce la función del pulmón para absorber el oxígeno, generando una pérdida de la capacidad respiratoria. El ibuprofenato de sodio nebulizable tiene un 25% de efecto antiinflamatorio y podría tener 100% de efecto surfactante: esta acción podría ser viricida (efecto jabón que provoca la adhesión de la grasa del virus a la molécula de ibuprofenato, dejando al virus desarmado).

## Usos
Se usa desde hace años en pacientes con fibrosis pulmonar para combatir infecciones e inflamación. Recientemente se usa para combatir el SARS-Cov-2 como antiinflamatorio y viricida. En forma nebulizada está siendo utilizado en pacientes que cursan formas moderadas y graves de Covid-19, en Argentina. Este uso terapéutico sólo se lleva adelante bajo los términos metodológicos de “Uso compasivo”, es decir, una indicación para pacientes graves, con el debido consentimiento y amparado sólo en el inciso 37 de la Declaración de Helsinki. Como no tiene un marco legal mayor que el señalado, no cumple los criterios de investigación que permitan obtener conclusiones de seguridad y eficacia.

## Historia
El proyecto inicial de Ceprocor, Conicet y Luarprofeno® surgió en el marco de un trabajo para fibrosis quística hace alrededor de siete años. En ese momento, el objetivo era atender los problemas de infecciones y de inflamación que sufren los pacientes de fibrosis en sus vías respiratorias. 
Ante la pandemia de SARS-CoV-2 surgió la inquietud de su aplicación a la enfermedad.
Está basado en una formulación que contiene una solución de ibuprofenato sódico, que es lo que lo hace soluble en agua, en una solución hipertónica a un PH determinado que le confiere propiedades específicas como la de ser bactericida y viricida. 
Actualmente hay 10 provincias autorizadas por sus secretarías de salud a comercializar ibuprofenato de sodio bajo los términos metodológicos de “Uso compasivo ampliado¨, el  UCA permite utilizar medicamentos aún no autorizados por la Anmat para el tratamiento de la Covid-19, con el consentimiento de los pacientes y con el control de un comité externo , es decir, una indicación para pacientes, con el debido consentimiento y amparado en la Declaración de Helsinki y por la legislación provincial: Córdoba (resolución 391 del Ministerio de Salud), Jujuy , Salta , La Rioja , Tucumán (resolución 439 Sistema Provincial de la Salud ), Entre  Rios   , Santa Fe , Mendoza , Chaco , Chubut . La población del resto de las provincias tiene también la posibilidad de usarlo, a través de su formulación magistral en las farmacias adheridas a la producción de ibuprofenato de sodio.
La Sociedad Argentina de Terapia Intensiva (SATI) se ha pronunciado en contra del tratamiento y en un comunicado manifestó que “en vista de que su eficacia no ha sido comprobada, que hay objeciones en relación a la seguridad de los pacientes y que plantea un riesgo para el personal tratante”. Así mismo la Sociedad Argentina de Infectología (SADI) indica que: "No se puede aceptar la recomendación y hasta la promoción de terapéuticas de eficacia no comprobada sin la aclaración de que se trata de productos experimentales y cuya utilidad aún no se ha demostrado".